# Tracy Pollan
Tracy Pollan est une actrice américaine, née à New York le 22 juin 1960.
Elle est l'épouse de Michael J. Fox, avec qui elle a joué dans le film Les Feux de la nuit en 1988, dans les séries télévisées Sacrée Famille (Family Ties) entre 1985 et 1987, Spin City en 1997 et 1998 (deux épisodes), The Michael J. Fox Show en 2013 (un épisode) et Nightcap en 2016 (un épisode),.

## Famille et vie privée
Elle est la sœur du journaliste Michael Pollan.
De 1982 à 1987, elle fut en couple avec Kevin Bacon.
Elle est l'épouse de Michael J. Fox depuis le 16 juillet 1988. Elle a eu quatre enfants avec lui : Sam Michael né en 1989, Aquinnah Kathleen et Schuyler Frances nées en 1995 et Esmé Annabelle née en 2001.

## Filmographie

### Cinéma
- 1988 : Les Feux de la nuit  de James Bridges : Vicky Allagash
- 1992 : Une étrangère parmi nous de Sidney Lumet : Mara
- 2023 : Still : A Michael J. Fox Movie de Davis Guggenheim : Elle-même (film documentaire)

### Télévision
- 1985-1987: Sacrée Famille (série télévisée, saison 4 et 5) : Ellen Reed
- 1990 : La Belle vie (téléfilm) : Liz
- 1993 : Amour à hauts risques (téléfilm) : Lisa Ann Rohn
- 1997-1998 : Spin City (série télévisée, saison 2 et 3) : Renee Miller
- 2000 : New York, unité spéciale (saison 1, épisode 10) : Harper Anderson
- 2000 : New York, unité spéciale (saison 2, épisode 3) : Harper Anderson
- 2003 : Mariés à jamais (téléfilm) : Lindsay Boxer
- 2009 : Medium saison 5 (épisode 13 à 15 : "Le bon", "La brute", "Et l'innocent") : Caitlyn Lynch
- 2009 : Natalee Holloway : La Détresse d'une mère (téléfilm) de Mikael Salomon : Beth Holloway
- 2011 : Natalee Holloway - justice pour ma fille (téléfilm) de Stephen T. Kay : Beth Holloway
- 2010 : New York, section criminelle (saison 9, épisode 9) : Patricia Caruso
- 2013 : The Michael J. Fox Show (saison 1, épisode 2) : Kelly
- 2016 : Nightcap (saison 1, épisode 4) : Elle-même

## Nominations
- Razzie Awards 1993 : nomination dans la catégorie « Pire actrice dans un second rôle » pour Une étrangère parmi nous
- Emmy Awards 2000 : nomination dans la catégorie « Meilleure actrice invitée dans une série dramatique » pour New York, unité spéciale